# Alfred Hindorf
Leopold Alfred Hindorf (* 12. Mai 1824 in Layden bei Mitau; † 10. September 1892 in Charlottenburg) war ein preußischer Generalmajor und Kunstmaler.

## Leben

### Herkunft
Seine Eltern waren der Prediger in Farnstädt Karl Hindorf († 1869) und dessen Ehefrau Karoline, geborene Bach.

### Militärkarriere
Nach dem Besuch der Realschule in Halle (Saale) trat Hindorf am 9. November 1841 als Einjährig-Freiwilliger in die 3. Pionier-Abteilung der Preußischen Armee ein. Er absolvierte von Oktober 1842 bis Juli 1845 zur weiteren Ausbildung die Vereinigte Artillerie- und Ingenieurschule. Zwischenzeitlich wurde er in die 2. Pionier-Abteilung versetzt und als Sekondeleutnant der 1. Ingenieur-Inspektion aggregiert. Nach Beendigung seiner Ausbildung wurde er der 2. Ingenieur-Inspektion aggregiert und in die 6. Pionier-Abteilung versetzt sowie Ende 1848 einrangiert. Anschließend wurde er am 15. Mai 1848 als Führer eines Pontondetachements nach Breslau kommandiert und am 1. Oktober 1848 zum Adjutanten der 6. Pionier-Abteilung ernannt. Am 1. Oktober 1850 kam er zum Fortifikationsdienst nach Neiße. Er wurde am 6. Februar 1851 2. Adjutant der 1. Ingenieur-Inspektion und am 2. Dezember 1852 zum Premierleutnant befördert. Von Ende März 1854 bis Anfang Oktober 1855 versah Hindorf Fortifikationsdienst in Festung Königsberg und anschließend in Danzig. Er stieg Ende Mai 1856 zum Hauptmann auf, wurde am 9. Dezember 1859 zur 3. Ingenieur-Inspektion versetzt und am 11. Dezember 1859 zum Fortifikationsdienst nach Mainz kommandiert.
Hindorf wurde am 21. Juli 1861 Chef der 2. Kompanie im Westfälischen Pionier-Bataillon Nr. 7 in Deutz und am 11. August 1863 unter Entbindung von seinem Kommando als Kompaniechef übernahm er das Baugeschäft auf der Burg Hohenzollern. Am 30. Januar 1864 wurde er Chef der 4. Kompanie im Pommerschen Pionier-Bataillons Nr. 2 in Stettin. Daran schloss sich Anfang Oktober 1864 eine Verwendung als Chef der 1. Kompanie im Garde-Pionier-Bataillon an. Zugleich war Hindorf ab 1. November 1864 auch Mitglied der Prüfungskommission für Hauptleute und Premierleutnants des Ingenieurkorps. Am 3. April 1866 kam er als Garnison-Baudirektor des I. Armee-Korps nach Glatz und fungierte auch als stellvertretender Ingenieuroffizier vom Platz.
Im Vorfeld des Deutschen Krieges wurde er 8. Mai 1866 zur 2. Ingenieur-Inspektion versetzt und zum Stab des VI. Armee-Korps kommandiert. In dieser Stellung nahm Hindorf an der Schlacht bei Königgrätz teil, stieg zum Major auf und erhielt den Roten Adlerorden IV. Klasse mit Schwertern. Nach dem Krieg wurde er am 10. Oktober 1866 Ingenieuroffizier vom Platz in Stralsund. Am 26. Juli 1870 wurde er zum Oberstleutnant befördert und am 3. August 1871 mit dem Kronen-Orden 3. Klasse ausgezeichnet. Er erhielt am 18. Januar 1872 den Charakter als Oberst und am 13. Mai 1872 wurde ihm mit der Ernennung zum Inspekteur der 2. Festungs-Inspektion das Patent zu seinem Dienstgrad mit Datum vom 18. Januar 1872 verliehen. Anlässlich des Ordensfestes wurde er im Januar 1876 mit dem Roten Adlerorden III. Klasse mit Schwertern ausgezeichnet. Hindorf wurde am 10. Februar 1877 mit den Charakter als Generalmajor mit Pension zur Disposition gestellt.
Er starb am 10. September 1892 in Charlottenburg und wurde auf dem Luisen-Friedhof beigesetzt.

### Maler
Hindorf war auch als Maler bekannt. So fanden sich seine Bilder auf der Großen Berliner Kunstausstellung von 1903. So schuf er 1878 während eines Rügenaufenthalts Am Strand und um 1890 die Lithographie Altefähr. Ferner sind bekannt
- Kriegsszenen aus dem Feldzug von 1866. (1886, Serie mit Kreidelithographie, Berlin, Sammlung Archiv für Kunst und Geschichte[4])
- Kaiser Wilhelm I nimmt die Parade der Garde ab. 1886, Zeichnung Aquarell, Bleistift.
- Fjeldparti med personer ved småelv. 1885, Gemälde, Öl auf Leinwand.

### Familie
Hindorf heiratete am 2. Juni 1868 in Stralsund Antonie von Platen (1847–1932). Das Paar hatte mehrere Kinder:
- Klara (* 1869)
- Felicitas (* 1870)
- Else (1871–1872)
- Frieda (* 1873)
- Irmgard Amalie Johanne (1873–1949)[6]